# St. Petrus (Teterow)

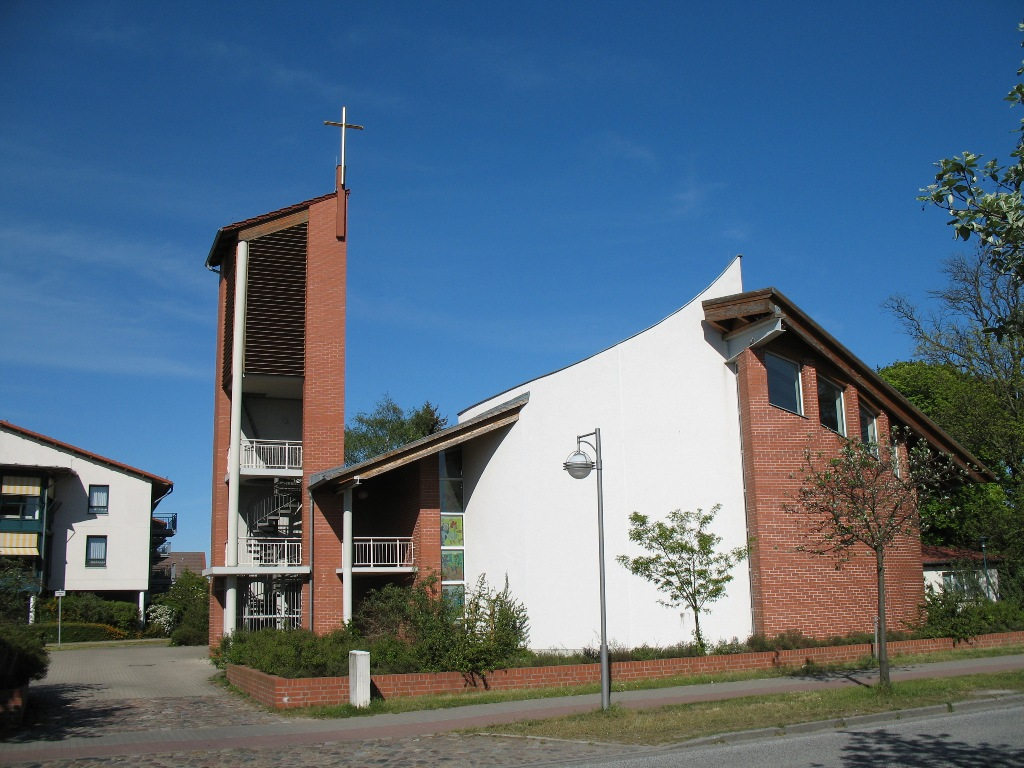

Die römisch-katholische St.-Petrus-Kirche in Teterow (Mecklenburg-Vorpommern) an der Niels-Stensen-Straße wurde 1999 gebaut. Das Katholische Pfarramt ist in der Bahnhofstraße 1.

## Geschichte
Nach der Reformation war der evangelisch-lutherische Glaube in Mecklenburg vorherrschend. 1904 fand dann wieder der erste katholische Gottesdienst in Teterow im Saal des damaligen Schützenhauses statt. Die kleine Gemeinde wurde von Rostock und Schwerin aus betreut. 1922 entstand die Pfarrei Teterow. 1927 erwarb das bischöfliche Ordinariat Osnabrück in der Niels-Stensen-Straße eine Maschinenfabrik mit einer Lokomotivhalle, die zur Kirche umgebaut wurde. Nach dem Ende des Zweiten Weltkrieges wurden die Räume als Flüchtlingslager genutzt. Nach dem Einmarsch der Roten Armee im Mai 1945 wurden das Kirchengebäude und das Pfarrhaus verwüstet. Die kath. Gottesdienste fanden nun in der ev.-luth. Kirche Teterow statt, bis 1947 die kath. Kirche wieder hergerichtet war. Die katholische Kirchengemeinde erfuhr nach 1945 eine erhebliche Zuwanderung durch katholische Heimatvertriebene aus Ostpreußen (Ermland), Schlesien und dem Sudetenland.
1969 wurde diese Kirche abgerissen und an gleicher Stelle bis 1971 ein Neubau errichtet.
Bis 1999/20 wurde die bestehende neue Kirche nach Plänen von Korneli gebaut und 2000 der Altbau abgerissen.
Die bisherige Pfarrei Hl. Petrus Teterow besteht aus vier Kirchen: Pfarrkirche Teterow Hl. Petrus, Kirche Neukalen Maria Königin, Kapelle Dargun und Kirche Raden bei Lalendorf, Hl. Michael.